# Federatie van Agrariërs en Landarbeiders
Federatie van Agrariërs en Landarbeiders (FAL), voorheen de Federatie van Arme Landbouwers, is een Surinaamse belangenorganisatie. Politiek werd zij tussen 1996 en 2010 vertegenwoordigd door de Politieke Vleugel van de FAL (PVF).

## Oprichting
De FAL werd op 10 mei 1974 geproclameerd als de Federatie van Arme Landbouwers en ontstond doordat een aantal verenigingen in het district Suriname samengingen. De organisatie richt zich op het verbeteren van de bestaansbasis. Bij de oprichting speelde ook als doel de re-integratie van werklozen naar werk of ondernemerschap in de landbouwsector. Aan de oprichting stonden de volgende zeven organisaties:
| Organisatie                             | voorzitter       |
| --------------------------------------- | ---------------- |
| Komitee steun aan arme landbouwers      | Jiwan Sital      |
| Landbouwersorganisatie Domburg          | G. Ghanderpersad |
| Landbouwersorganisatie Middenpad Kwatta | S. Kanhai        |
| Landbouwersorganisatie Pad van Wanica   | S. Kisoensing    |
| Landbouwersorganisatie Reeberg          | R. Hanoewant     |
| Landbouwersorganisatie Simonspolder     | S. Ngadimin      |
| Landbouwersorganisatie Vier kinderen    | A. Maradien      |

## Groei en naamsverandering
In de loop van de jaren groeide de organisatie door aansluiting van niet alleen landbouwers, maar ook werknemers en organisaties op het platteland. De naam werd daardoor veranderd in Federatie van Agrariërs en Landarbeiders.

## Politieke vleugel
Op 28 mei 1995 werd de Politieke Vleugel van de FAL (PVF) opgericht om de belangen van de doelgroep beter te kunnen behartigen. De partijleider was Jiwan Sital. De PVF behaalde 3 zetels tijdens de verkiezingen van 1996, 2 zetels tijdens de verkiezingen van 2000 en 2 zetels tijdens de verkiezingen van 2005. Daarna verdween de partij uit De Nationale Assemblée.